# Tupinicópolis
Tupinicópolis foi o enredo apresentado pela Mocidade Independente de Padre Miguel no desfile das escolas de samba do Rio de Janeiro do carnaval de 1987. O samba-enredo homônimo foi composto por Gibi, Chico Cabeleira, Nino Batera e J. Muinhos e interpretado no desfile por Ney Vianna com apoio de David do Pandeiro. O enredo foi assinado pelo carnavalesco Fernando Pinto, que retornou à escola após um ano de afastamento. O patrono da Mocidade, Castor de Andrade, também voltou a investir financeiramente na escola após um ano afastado. "Tupinicópolis" é definida pelo carnavalesco como uma "ficção científica tupiniquim, retrofuturista, pós indígena" e teve inspiração nas discussões sobre a demarcação das terras indígenas no Brasil. No delírio proposto pelo enredo, as terras brasileiras foram demarcadas e entregues aos indígenas, que expulsaram o homem branco e criaram uma metrópole independente, incorporando as paisagens e características do cotidiano urbano aos costumes indígenas. 
A Mocidade foi a última escola a se apresentar em 1987, iniciando seu desfile na manhã da terça-feira de carnaval, dia 3 de março de 1987, sendo saudada pelo público presente no Sambódromo com gritos de "campeã". O desfile foi marcado pelo estilo tropicalista e irreverente de Fernando Pinto. Todos os componentes usaram perucas coloridas e muitas mulheres desfilaram de seios nus. Entre as imagens icônicas do desfile estão a alegoria da Discoteca Saci, com indígenas punks andando de patins; as baianas vestidas de oncinha; e a alegoria do Tatu-guerreiro, uma mistura de tatu com tanque de guerra, simbolizando a força do Exército Tupinicopolitano. O desfile teve ainda Roxinho e Irinéia no posto de primeiro casal de mestre-sala e porta-bandeira; Monique Evans como rainha de bateria e os 250 ritmistas comandados pelos mestres Bira, Jorjão, Léo e Tião Miquimba.
Especialistas elogiaram o desfile, listando a Mocidade entre as favoritas ao título de campeã, junto com Vila Isabel, Salgueiro, Império Serrano, Portela, Beija-Flor e Estácio de Sá, indicando um ano de apresentações equilibradas e uma possível disputa acirrada. A Mocidade ganhou o prêmio Estandarte de Ouro de melhor enredo e de melhor intérprete para Ney Vianna. Com o desfile, a escola conquistou o vice-campeonato do carnaval por um ponto de diferença para a Mangueira, que desfilou com o enredo "No Reino das Palavras, Carlos Drummond de Andrade" em homenagem ao poeta de mesmo nome. A Mocidade conseguiu a pontuação máxima na maioria dos quesitos, com exceção de Samba-enredo, que perdeu dois pontos. Apesar da derrota, "Tupinicópolis" é comumente listado entre os desfiles mais marcantes da história do carnaval. Também foi o último desfile concluído pelo carnavalesco Fernando Pinto, que morreu no mesmo ano, num acidente de carro, aos 42 anos de idade.

## Antecedentes
Campeã em 1979, a Mocidade Independente de Padre Miguel conquistou seu segundo título no carnaval de 1985 com um desfile em que projetava o carnaval do ano de 2001 sendo realizado no espaço sideral. O enredo "Ziriguidum 2001, Um Carnaval nas Estrelas" foi desenvolvido pelo carnavalesco Fernando Pinto. Após a conquista do título, o patrono da escola, Castor de Andrade, decidiu concentrar seus investimentos no Bangu Atlético Clube. Sem o aporte financeiro que precisava, Fernando Pinto brigou com a diretoria e se desligou da agremiação. Para o carnaval de 1986 a Mocidade contratou os carnavalescos Edmundo Braga e Paulino Espírito Santo, que desenvolveram um enredo sobre mandingas, bruxarias e afins, conquistando o sétimo lugar do Grupo 1A. Para o carnaval de 1987, Castor de Andrade voltou a investir na escola, chamando de volta o carnavalesco Fernando Pinto.

## O enredo
O enredo é definido pelo seu autor, o carnavalesco Fernando Pinto, como uma "ficção científica tupiniquim, retrofuturista, pós indígena" e teve inspiração nas discussões sobre a demarcação das terras indígenas no Brasil. Outra inspiração apontada por especialistas foi o filme Planeta dos Macacos, de 1968, que narra uma história distópica sobre uma raça de macacos que domina a civilização humana. A última alegoria do desfile tem uma clara referência à icônica cena final do filme, onde numa reviravolta inesperada, é revelado que a história se passa num futuro distante, assim como acontece com o enredo da Mocidade.

O carnavalesco Fernando Pinto, autor do enredo "Tupinicópolis".

No delírio proposto pelo enredo, as terras brasileiras foram demarcadas e entregues aos indígenas, que expulsaram o homem branco e criaram uma metrópole independente, a Tupinicópolis, incorporando as paisagens e características do cotidiano urbano aos costumes indígenas. Segundo a sinopse do enredo, assinada pelo carnavalesco, "Nessas ricas terras, foram descobertas riquezas naturais infinitas, que foram comercializadas e industrializadas pelos próprios índios. E as ocas se multiplicaram e as tabas se agigantaram e assim nasceu Tupinicópolis; a lendária cidade índia do Terceiro Milênio".
Os termos tupi e tupiniquim são utilizados para batizar a metrópole, seus habitantes (tupinicopolitanos), e o modo de viver do local. O enredo é um passeio pela fictícia Tupinicópolis e seu cotidiano. Durante todo o desfile são apresentados locais como o Shopping Boitatá; o Tupiniquim Palace Hotel; o Supermercado Casa das Onças; a Farmácia Raoni; e a Universidade Tupi Guarani. Os produtos comercializados também são personalizados de acordo com a cultura do local: refrigerante "Tupi-Cola"; shampoo "Jurema"; perfume "Cheiro de Iracema"; entre outros. Entre as opções de lazer da cidade estão a Discoteca Saci; o Cassino Eldorado; o Tupy Iate Clube; e o Bordel da Uiara; além do time de futebol Tupinambá Esporte Clube.
Tupinicópolis não tem prefeito ou presidente, sendo governada pelo "Cacique Geral", um sistema operacional informatizado. É uma sociedade evoluída e moderna, onde seus habitantes são mestres em informática. A cidade é dividia em classes sociais como qualquer outra sociedade, tendo o tupioperariado (classe operária) e o tupiempresariado. As Forças Armadas de Tupinicópolis (Tupioca dos Poderes) são compostas pelo Tatu Guerreiro (Exército), Marreco Bélico (Marinha) e Gaviavião (Aeronáutica). Os prisioneiros ficam na Prisão Jurupari. A moeda corrente da metrópole indígena é o Guarani, que vale mais do que o Cruzado (uma crítica do enredo à inflação brasileira da época do desfile).

## O samba-enredo
O samba-enredo do desfile foi composto por Gibi, Chico Cabeleira, Nino Batera e J. Muinhos. A obra foi oficialmente lançada no álbum Sambas de Enredo das Escolas de Samba do Grupo 1A - Carnaval 87, com interpretação de Ney Vianna. O samba oficial foi escolhido num concurso que contou com 24 obras concorrentes. A obra vencedora desbancou o favoritismo da parceria liderada por Tiãozinho Mocidade, compositor do clássico samba de 1985, "Ziriguidum 2001, Um Carnaval nas Estrelas". A obra venceu por ser mais descritiva.

## O desfile
A Mocidade foi a última das oito agremiações que se apresentaram na segunda noite (segunda-feira) do Grupo 1, encerrando o carnaval de 1987. A escola iniciou sua apresentação por volta das sete horas da manhã da terça-feira de carnaval, dia 3 de março de 1987, debaixo de sol forte e finalizou sua apresentação recebendo gritos de "campeã" do público presente no Sambódromo, que desceu das arquibancadas para a pista, seguindo a escola, ato conhecido no meio carnavalesco como "arrastão".

### Roteiro

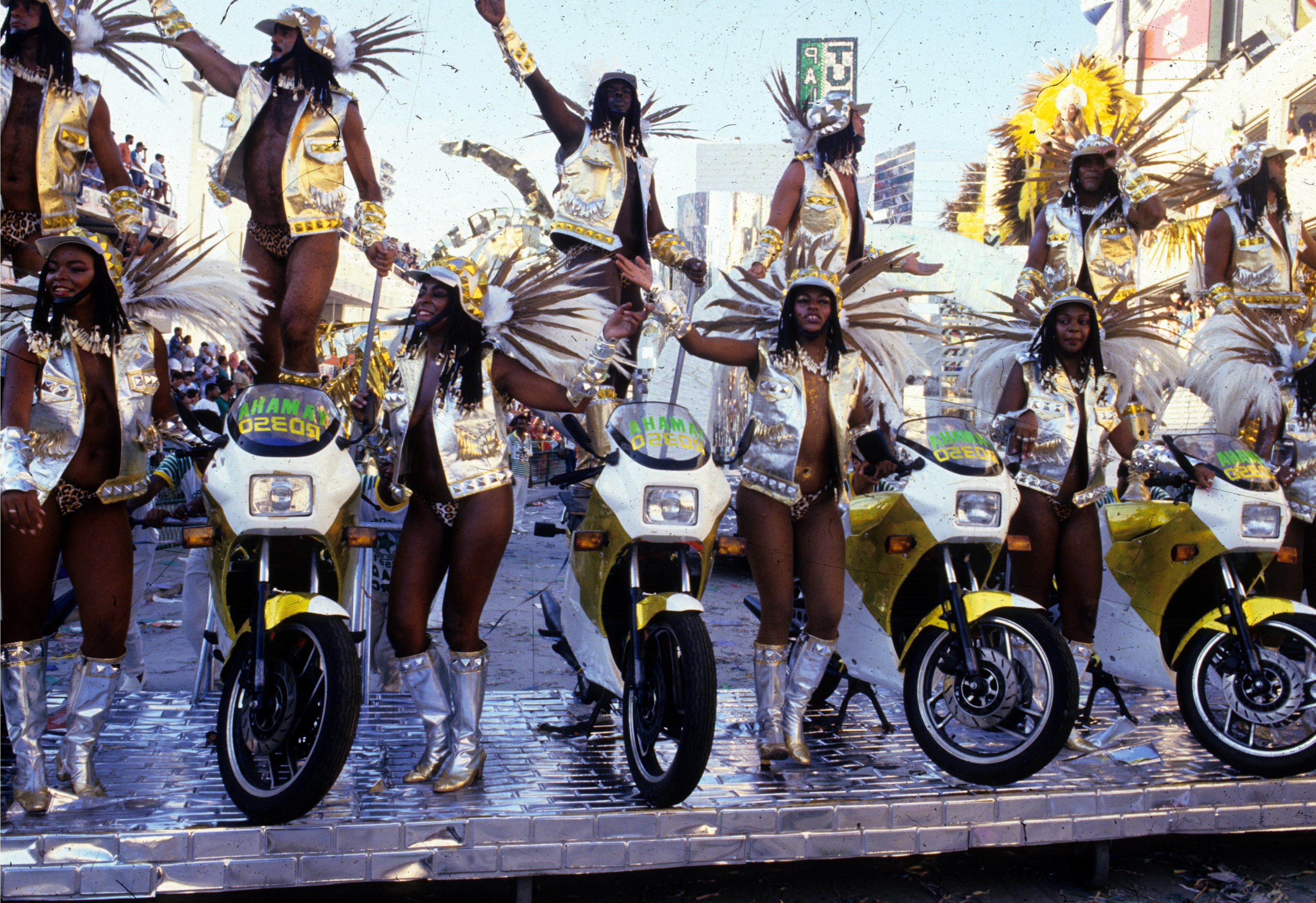
Motoqueiros indígenas abriram o desfile.

- O desfile foi aberto por uma Comissão de Frente formada por quinze homens representando os "Caciques do Asfalto", vestidos com uma casaca branca, com detalhes em estampa de pele de onça, óculos escuros, meia listrada, saia de penas brancas e um grande costeiro com esplendor de plumas brancas. A seguir, desfilou uma alegoria com diversas motos com homens e mulheres com fantasias em estilo punk nas cores prata e dourado.
- Abre-alas "Taba de Pedra": Cinco carros seguidos um do outro formaram o abre-alas do desfile. A alegoria simbolizou uma visão geral da metrópole indígena, com várias reproduções de prédios decorados com espelho, e reproduções de coqueiros dourados. Num dos prédios, um banner da "Casas das Onça", o supermercado de Tupinicópolis, uma paródia com a Casas da Banha, supermercado popular no Rio de Janeiro naquela época. Em outro, um letreiro do "Tupiniquim Palace Hotel". Além de propagandas de produtos nativos como o refrigerante "Tupi-Cola" e o shampoo "Jurema". Na frente da alegoria, um letreiro com o nome "Tupinicópolis" em LED verde.
- Ala do "Tupioperariado": Componentes desfilaram com um macacão estilizado nas cores branco e dourado, com a inscrição "Tupi S.A.", e carregavam a reprodução de uma chave inglesa, representando a classe operária da cidade.
- Na ala seguinte, os componentes desfilaram com blazer e gravata estilizados com estampa de pele de onça e saia de penas brancas, representando o empresariado tupinicopolitano.
- Ala do "Zeca Tupi": Componentes desfilaram com uma fantasia de papagaio, o mascote de Tupinicópolis, em paródia ao papagaio Zé Carioca, personagem criado por Walt Disney em 1941.
- Ala do "Tupitran": Componentes desfilaram com fantasias em listras brancas e pretas, decoradas com placas de trânsito e um costeiro em forma de semáforo, simbolizando o Detran (Departamento de Trânsito) de Tupinicópolis.
- Ala do "Super Mercado Onção": Componentes desfilaram fantasiados com o emblema do fictício Supermercado "Onção".Detalhe da alegoria do Shopping Boitatá.

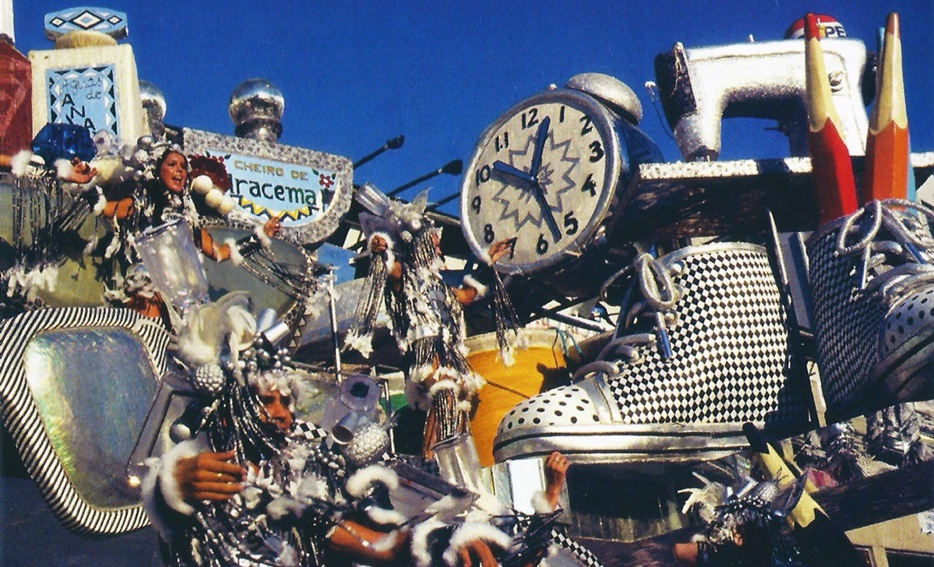
Detalhe da alegoria do Shopping Boitatá.

- Alegoria do "Shopping Center Boitatá": Um amontoado de esculturas reproduzindo produtos como sapatos, óculos, televisão, entre outros, além de produtos inusitados como o shampoo "Jurema Maracujá" e o perfume "Cheiro de Iracema". Na parte da frente da alegoria, um chafariz jorrava água de verdade. Componentes vestiam fantasias em tons de prata e branco, com o nome do shopping.
- Ala da Muamba: Componentes desfilaram com fantasias coloridas, peruca amarela, óculos escuros e chapéu com a reprodução de produtos como liquidificador, representando os muambeiros de Tupinicópolis.
- Segundo casal de mestre-sala e porta-bandeira: Rui e Babi desfilaram com fantasias em tons de verde, branco e dourado. O casal de problemas com o chapéu da fantasia, e desfilaram sem o acessório.
- Ala dos Tucanos: Componentes desfilaram com um chapéu com a forma de tucano, simbolizando a fauna tupinicopolitana.
- Alegoria da "Fortuna de Tupinicópolis": Em tons de amarelo e dourado, o carro simbolizou o "Banco Tupinicopolitano", com reproduções de cofres, barras de ouro e moedas. Numa crítica à inflação enfrentada pelos brasileiros, a alegoria reproduziu uma cédula de quinhentos cruzados ao lado da cédula de um Guarani, indicando que a moeda de Tupinocópolis valia mais do que a moeda vigente no Brasil naquela época. Marlene Paiva desfilou como destaque na parte alta da alegoria.
- Ala do "Tutu tupiniquim": Simbolizando o dinheiro de Tupinicópolis, componentes desfilaram com fantasias em tons de amarelo e dourado, e um costeiro com a reprodução de uma cédula de cem guaranis, a moeda tupinicopolitana.
- Bateria: Sob o comando dos mestres Bira, Jorjão, Léo e Tião Miquimba, Os 250 ritmistas da bateria desfilaram com figurinos em estilo punk indígena, com perucas de cabelo arrepiado (estilo Tina Tuner), óculos espelhados, botas brancas, saia de penas e cocar de plumas. À frente da bateria desfilou Monique Evans, representando Iracema II. A modelo desfilou com seios nus, fantasia de plumas verdes e brancas, e a reprodução de um ninho de cobras na cabeça.
- Alegoria da "Farmácia Raoni": O carro simbolizou a farmácia da cidade, nomeada em referência ao Cacique Raoni. Reproduções de caixas de remédios naturais e chás decoravam a alegoria. Augusto Silva desfilou como destaque com fantasia de pajé.
- Ala dos "Tupiterapeutas": Com fantasias em tons de branco e prata, componentes representavam uma mistura de médico e pajé.
- Em seguida desfilou o casal de mestre-sala e porta-bandeira mirim da escola, formado por Lucinha Nobre e Alexandre Salino. Os dois desfilaram com fantasias em tons de branco e prata, em referência à "pajelança medicinal".
- Ala dos estudantes: Componentes desfilaram com fantasias em verde e amarelo simulando um uniforme colegial com a inscrição "Universidade Tupi Guarani".
- Alegoria do "Esporte tupinicopolitano": Decorado em tons de verde, amarelo, azul e branco, o carro simbolizou o esporte na cidade. Mariuza desfilou como destaque em cima de uma réplica da Taça Jules Rimet. Bandeiras nas cores do Brasil também faziam parte da alegoria.
- Ala do "Tupinambá Esporte Clube": Com fantasias em tons de verde e amarelo, com a inscrição "Tupinambá E. C.", componentes representaram o clube esportivo da metrópole indígena.
- Abriu o setor sobre a vida noturna da cidade, uma alegoria com vários letreiros, decorados com pastilhas holográficas que refletiam na luz do sol. Os letreiros anunciavam locais como o "Cine Marajoara" (com Iracema II em cartaz), "Teatro Jacuí", "Hotel Karajás", "Saunas Amazonas", "Gambá Drink's" e "Motel Pirarucu".
- Ala da noite tupinicopolitana: Com fantasias azuis decoradas com estrelas prateadas e perucas brancas, componentes simbolizaram a vida noturna de Tupinicópolis.
- Alegoria da "Discoteca Saci": Um dos carros mais marcantes do desfile. Representando a juventude da cidade, componentes fantasiados de indígenas, com perucas coloridas, desfilaram andando de patins nas plataformas quadriculadas da alegoria. Havia ainda efeitos de fumaça e uma escultura de um saci-pererê usando uma tanga prateada em cima de uma prancha de surfe.
- Ala dos punks: Com fantasias coloridas e rasgadas, no estilo punk, componentes representaram a juventude festeira de Tupinicópolis.
- Ala do jogo: Componentes usavam cartola, fraque e um grande costeiro com a forma de uma roleta de cassino.
- Alegoria do "Cassino Eldorado": O carro era decorado com reproduções de cartas de baralho, dados, uma roleta de jogo do bicho, e uma escadaria, lembrando o estilo teatro de revista.
- Ala do "Cassino Eldorado": Com fantasias em tons de preto e prata, roupa com a inscrição "Cassino Eldorado", e costeiro com reproduções de cartas de baralho, componentes representaram o cassino da cidade.
- Ala do Bordel: Componentes usavam perucas prateadas e um chapéu com a forma de uma piranha (peixe), além de rodarem uma bolsinha prateada.
- Alegoria do "Bordel da Uiara": Mulheres desfilaram com seios nus, perucas coloridas e óculos escuros, assim como as duas esculturas que enfeitavam a alegoria. Na parte alta do carro, Vera Benévolo desfilou representando a Uiara do Bordel.
- Alegoria da "Prisão Jurupari": O carro consistia numa estrutura de ferro de três andares repletos de componentes vestindo o clássico figurino listrado de presidiário. A roupa ainda tinha a inscrição "171", artigo do Código Penal brasileiro que define o crime de estelionato. Jurupari é o nome de um personagem mitológico dos povos indígenas da América do Sul, que simboliza um demônio ou o próprio mal.
- Ala dos prisioneiros: Com figurino listrado em preto e branco, componentes representaram os prisioneiros da cidade.
- Alegoria do "Tupy Iate Clube": O carro consistia na reprodução de uma enorme lancha branca. A base da alegoria era composto por caiaques menores com componentes dentro.
- Ala do "Tupy Tênis Clube": Componentes desfilaram com fantasias brancas e segurando uma raquete, simbolizando o clube de tênis da cidade.
- Primeiro casal de mestre-sala e porta-bandeira: Roxinho e Irinéia desfilaram com fantasia com estampa de pele de onça e plumas verdes, e chapéu com a forma de uma cabeça de onça, remetendo à fauna de Tupinicópolis.Ala das baianas com roupas de oncinha.

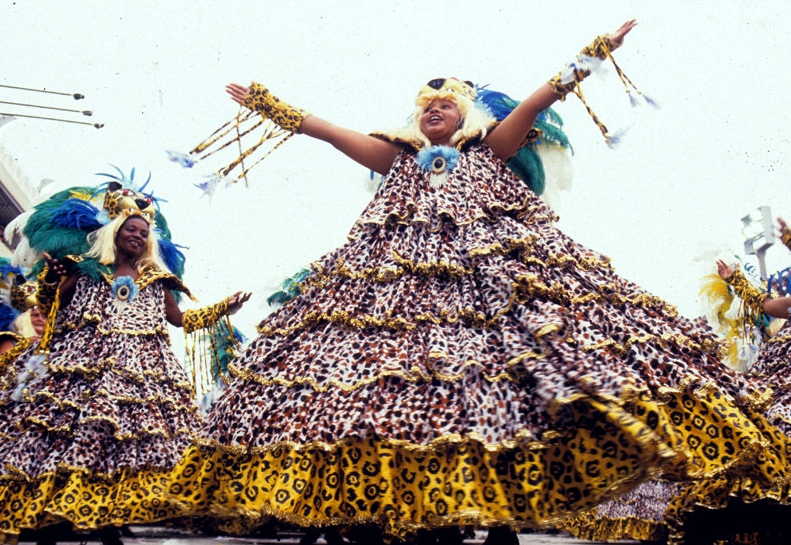
Ala das baianas com roupas de oncinha.

- Ala das Baianas: Assim como o primeiro casal, as baianas também desfilaram com fantasias com estampa de pele de onça e chapéu com a forma de uma cabeça de onça, além de perucas loiras e costeiro com esplendor de plumas nas cores do Brasil.
- Um tripé com a inscrição "Tupioca dos Poderes" abriu o setor sobre as Forças Armadas de Tupinicópolis.
- Ala do "Exército Tupinicopolitano": Com fantasias em tons de verde, decoradas com reproduções de folhagem, indicando uma camuflagem na mata, os componentes representaram o Exército de Tupinicópolis.
- Alegoria do "Tatu Guerreiro": Uma mistura de tatu com tanque de guerra, simbolizando a força do Exército Tupinicopolitano. Em cima da alegoria, desfilaram mulheres com figurinos verdes, representando as amazonas guerreiras.
- Ala da "Marinha Tupinicopolitana": Simbolizando os marinheiros da cidade, os componentes desfilaram com fantasias brancas e quepe branco, semelhante ao da Marinha do Brasil.
- Alegoria do "Marreco Bélico": Carro em formato de marreco, prateado, com mulheres vestidas de marinheiro.
- Ala da "Aeronáutica Tupinicopolitana": Componentes desfilaram com fantasias em tons de dourado e chapéu na forma de um gavião, simbolizando a Força Aeronáutica da cidade.
- Alegoria do "Gaviavião": Uma mistura de gavião com avião, simbolizando a Aeronáutica da metrópole indígena.
- Ala da "Tupi informática": Com figurinos em tons de dourado, componentes simbolizaram o uso da informática na cidade, indicando uma civilização moderna e antenada.
- Alegoria do "Cacique Geral": Todo dourado, o carro consistia na reprodução de um teclado de computador e uma tela vazada com uma cabeça de um indígena atrás, simbolizando o Cacique Geral, uma espécie de presidente ou prefeito que comanda o lugar, mas que, na verdade, era um sistema operacional. No alto da alegoria, Carlos Valente desfilou representando o Cacique Geral.
- Ala da "Feijoada Tupi": Componentes desfilaram representando a culinária tupinicopolitana. O chapéu da fantasia tinha a forma de uma panela de feijoada.
- Alegoria "Lixo do Luxo": O último carro do desfile tinha reproduções de carros, eletrodomésticos, escombros e réplicas de pontos turísticos brasileiros como o Cristo Redentor, Elevador Lacerda e Monumento aos Pracinhas em meio ao lixo e a sucata, simbolizando o "lixo do velho mundo". A última alegoria marcou um plot twist na narrativa do desfile, mostrando que Tupinicópolis se passava séculos a frente de 1987, após os indígenas se apossarem do Brasil, expulsando os brancos do país e formando seu próprio lugar. Era uma clara referência do enredo ao clássico filme O Planeta dos Macacos, de 1968.
- Alas das Crianças: Parodiando a Comlurb, empresa de limpeza pública do Rio de Janeiro, as crianças da Mocidade desfilaram como garis da "Tupilurb", a companhia de limpeza tupinicopolitana. As crianças desfilaram segurando vassouras e fantasias nas cores verde, amarelo e branco.
- Velha Guarda: O desfile foi encerrado pelos baluartes da escola, que se apresentaram com figurinos nas cores da escola, verde e branco.

## Recepção dos especialistas
"Há quatro anos eu desenvolvia esse tema, e depois de tanto esforço é muito gratificante receber esse prêmio".

— Fernando Pinto, carnavalesco da Mocidade, sobre o prêmio Estandarte de Ouro de melhor enredo.
O desfile de 1987 foi apontado por especialistas como equilibrado, com várias escolas sendo listadas entre as melhores do ano. Além de Mocidade, Vila Isabel, Salgueiro, Império Serrano, Portela, Beija-Flor e Estácio de Sá também foram apontadas como favoritas ao título. A Vila Isabel recebeu o Estandarte de Ouro de melhor escola; enquanto a Mocidade recebeu os prêmios de melhor enredo e de melhor intérprete para Ney Vianna. Segundo os jurados da premiação, Ney "incendiou os sambistas da escola e também o público quando, seguindo orientação da direção de harmonia, acelerou o andamento do samba-enredo nos últimos dois terços do desfile".
Em sua crítica para o jornal O Globo, com o título "Vila, Império e Mocidade levantam o astral na Passarela", Heloisa Seixas escreveu que "Embora num primeiro momento desse a impressão de que repetiria fórmulas usadas em seus últimos carnavais (as bandeiras de estrelas em verde e amarelo de 1984 e a fileira de carros alegóricos, sem componentes no chão, que ele já havia usado em 1985), Fernando Pinto, pode-se dizer, extrapolou. Para descrever a metrópole tupiniquim, botou na avenida não só liquidificadores, rádios de pilha e televisores, como já havia feito anteriormente, mas também caiaques, uma boate cujo símbolo era um saci metaleiro e até as baianas vestidas de oncinha. Tudo numa mistura maluca e alegre, que fechou com chave de ouro, verde, amarelo e todas as outras cores do arco-íris a festa do carnaval na Marquês de Sapucaí".
O Jornal do Brasil apontou que "a escola começou subvertendo de cara, jogando cinco carros à frente, sem nenhuma ala. Temerário, mas funcionou perfeitamente nessa civilização de selvagens [...] Fernando Pinto criou a estética pós-marajoara-retrô assim: combinou tênis e peito de fora (nada mais atual) e manteve sempre presente, com poucas exceções, a cor verde da Mocidade (nada mais raro nas escolas hoje em dia) [...] A escola sustentou compacta e animada até o fim, rodando sempre no refrão. Diretores com megafones mantinham a harmonia da tupi-cidade [...] Um samba-enredo pesado, que jogaria qualquer escola pra baixo, não fosse a Mocidade acostumada a sambas desse tipo [...] 'Tupinicópolis' pode ser síntese de 'Mamãe Eu Quero Manaus' e 'Ziriguidum 2001'. Tinha Shopping Boitatá, Tupy Iate Clube, Supermercado Onção, e fantásticas alegorias de espelhos bem dosados. Mas 'Tupinicópolis' teve tese própria: provou que a loucura é real. O povo que vinha atrás da escola, no arrastão, cantava e propunha mais uma subversão naquele mundo perfeito, depois de um desfile também perfeito".
Na transmissão do desfile pela Rede Manchete, Roberto Barreira declarou que Fernando Pinto foi "extremamente moderno, ousou e chegou quase a chocar apresentando coisas que não são habituais no carnaval". O jornalista apontou Império Serrano, Salgueiro e Beija-Flor como favoritas ao título. Sérgio Cabral declarou que Fernando Pinto "tinha uma ideia fantástica, mas a realização foi difícil", apostando em Vila Isabel, Império Serrano e Estácio de Sá como postulantes ao título. Albino Pinheiro criticou o samba-enredo, classificou o desfile como "de razoável pra bom" e declarou que "não foi o melhor Fernando Pinto nem a melhor Mocidade", além de listar Vila Isabel, Salgueiro e Império Serrano como favoritas ao título.
Na transmissão do desfile pela TV Globo, Paulinho da Viola comentou que a escola se apresentou em duas fases: a primeira com a bateria num andamento mais lento e depois, quando imprimiu um andamento mais rápido, a escola "acordou" e os componentes começaram a vibrar. O cantor também declarou que "dentro do enredo, as fantasias são fantásticas, muito bonitas, e as alegorias também", mas apontou que o samba-enredo prejudicou o desfile por não ter a mesma irreverência do enredo. Na avaliação dos especialistas da Globo, a Mocidade perdeu um ponto em Bateria e um ponto em Samba-enredo, ficando classificada em terceiro lugar com 98 pontos, atrás de Vila Isabel e Portela (100 pontos) e Império Serrano e Salgueiro (99 pontos).

## Julgamento oficial
A Mocidade foi vice-campeã do carnaval de 1987 com um ponto de diferença para a bicampeã, Mangueira. O resultado é contestado por especialistas, que apontam uma apresentação superior da escola de Padre Miguel. A vitória da Mangueira foi recebida com surpresa por público e crítica. A escola não era apontada entre as favoritas por especialistas e a quadra da agremiação ficou vazia durante a apuração do resultado tamanha a desconfiança da torcida. A Mocidade conseguiu a pontuação máxima na maioria dos quesitos, com exceção de Samba-enredo, que perdeu dois pontos. Com o vice-campeonato, a escola se classificou para o Desfile das Campeãs, que foi realizado a partir da noite do sábado, dia 7 de março de 1987, no Sambódromo. Assim como no desfile oficial, a escola novamente foi saudada pelo público com gritos de "campeã". Apesar da derrota, "Tupinicópolis" é comumente listado entre os desfiles mais marcantes da história do carnaval. O desfile ainda inspirou outros enredos. Paulo Barros, que define "Tupinicópolis" como "a coisa mais louca que já viu na Avenida", desenvolveu o enredo "Aquaticópolis", sobre uma cidade submersa, para a Renascer de Jacarepaguá no carnaval de 2010. Paulo Menezes desenvolveu "Pernambucópolis", enredo em homenagem a Fernando Pinto e seu estado-natal, Pernambuco, para a Mocidade no carnaval de 2014.

## Anos posteriores
"Tupinicópolis" foi o último desfile concluído pelo carnavalesco Fernando Pinto, que morreu no mesmo ano, em 29 de novembro de 1987, num acidente de carro, aos 42 anos de idade. As alegorias e fantasias do desfile de 1988 estavam em processo final de confecção e foram finalizadas pela equipe de auxiliares do carnavalesco. Inspirado nos trabalhos de elaboração da Constituição brasileira de 1988, o último enredo de Fernando Pinto, "Beijim, Beijim, Bye Bye Brasil", vislumbrava um Brasil utópico após uma nova constituição que dividiria o país em sete "Brasiléias encantadas" como a Brasiléia Amazônica; Brasiléia Sertaneja; Brasiléia Praieira; Brasiléia dos Pampas; e Brasiléia Federal. A Mocidade se classificou em oitavo lugar no carnaval de 1988, seu pior resultado nos últimos dez anos. A escola voltaria a conquistar um título no carnaval de 1990 com o enredo "Vira, Virou, a Mocidade Chegou", dos carnavalescos Lilian Rabello e Renato Lage. No carnaval de 1991, foi bicampeã com "Chuê, Chuá, as Águas Vão Rolar"; além de outros bons resultados nos anos seguintes e mais um título em 1996.